# Ambasciatori austriaci in Spagna
L'ambasciatore austriaco in Spagna è il primo rappresentante diplomatico dell'Austria (prima del Sacro Romano Impero, dell'Impero austriaco e dell'Impero austro-ungarico) in Spagna.

## Storia
Fino al 1700, la Spagna venne retta da un ramo della famiglia Asburgo, ma comunque venne tenuta una linea separata a livello diplomatico con il resto dell'Impero. Nel 1720 Carlo VI riconobbe Filippo di Borbone come legittimo sovrano di Spagna. Dopo una breve parentesi con Amedeo I di Spagna e la repubblica, nel 1874 Francesco Giuseppe I riconobbe il governo di Alfonso XII con cui venne restaurata la dinastia borbonica.
Dal 1918 la residenza ufficiale dell'ambasciatore austriaco era in Calle de Fortuny 1, dal 1968 in Calle Nunez de Balboa 46 ed è attualmente al Paseo de la Castellana 91, 28046 Madrid.

## Sacro Romano Impero
- 1563-1570 Adam von Dietrichstein
- 1572-1606 Hans von Khevenhüller-Frankenburg
- 1609-1623 Franz Christoph von Khevenhüller
  - 1623-1683 Interruzione delle relazioni diplomatiche
- 1683-1690 Heinrich Franz von Mansfeld
- 1690-1693 Karl Ernst von Waldstein
- 1697-1700 Aloys Thomas Raimund von Harrach
  - 1700-1725 Interruzione delle relazioni diplomatiche
- 1725-1730 Joseph Lothar von Königsegg-Rothenfels
- 1730-1734 Johann Philipp Stoltius
  - 1734-1751 Interruzione delle relazioni diplomatiche
- 1751-1752 Georg Adam von Starhemberg
- 1752-1756 Christoph Anton von Migazzi
- 1756-1765 Franz Xaver Wolfgang von Orsini-Rosenberg
- 1765-1772 Adam von Lebzeltern
- 1772-1776 Franz von Lobkowitz
- 1776 Pietro Paolo Giusti
- 1776-1784 Wenzel Anton von Kaunitz-Rietberg
- 1784-1786 Karl von Humburg
- 1786-1800 Johann Friedrich von Kageneck
- 1800-1803 Karl Andreoli, segretario della legazione dell'ambasciatore imperiale a Madrid
- 1803-1805 Emmerich von Eltz

## Impero austriaco
- 1805-1809 Karl Andreoli
- 1809 Wilhelm von Genotte
  - 1809-1814 Interruzione delle relazioni diplomatiche
- 1814-1815 Wilhelm von Genotte
- 1815-1817 Alois von Kaunitz-Rietberg-Questenberg
- 1817-1819 Johann von Provost
- 1819-1823 Lazar von Brunetti
  - 1823-1836 Incarico vacante
- 1834-1836 Johann von Reymond
  - 1836-1848 Incarico vacante
- 1848-1849 Johann von Reymond
- 1849-1855 Georg von Esterházy
- 1855-1856 Isfordnik von Kostnitz Gobert
- 1856-1867 Albert von Crivelli

## Impero austro-ungarico
- 1867-1868 Karl von Jäger
- 1868-1869 Eduard von Lago
- 1869-1871 Ladislaus von Karnicki zu Karnice
- 1871-1872 Boguslaw Chotek di Chotkow
- 1872-1874 Otto von Mayer von Gravenegg
- 1874-1882 Emanuel von Ludolf
- 1882-1903 Viktor Dubský von Třebomyslice
- 1903-1911 Rudolf von Welserheimb
- 1911-1913 Christoph von Wydenbruck
- 1913 Hans von Wagner
- 1913-1918 Karl Emil von Fürstenberg

## Repubblica austriaca
- 1925-1932 Alfred Grünberger
- 1933-1938 Otto Günther anche ambasciatore a Parigi
  - 1938-1945 Interruzione delle relazioni a causa dell'occupazione nazista
- 1956-1957 Clemens Wildner
- 1958-1961 Erich Filz
- 1961-1966 Karl Gruber
- 1966-1968 Heinz Standenat
- 1968-1974 Wolfgang Höller
- 1977-1979 Gerald Hinteregger
- 1979-1981 Wolfgang Schallenberg
- 1984-1986 Bruno Kreisky
- 1986-1991 Otto Maschke
- 1991-1995 Michael Fitz
- 1995-1998 Richard Wotava
- 1998-2011 Rudolf Lennkh
- 2014-2017 Peter Huber
- Dal 2018 Christian Ebner